# Mistrovství světa v rychlobruslení na jednotlivých tratích žen
Mistrovství světa v rychlobruslení na jednotlivých tratích žen je pořádáno Mezinárodní bruslařskou unií každoročně od roku 1996 společně s mužským šampionátem. Od roku 1999 se mistrovství nekoná v letech, kdy se uskutečňují zimní olympijské hry. Ženy závodí na tratích 500, 1000, 1500, 3000 a 5000 metrů, od roku 2005 také ve stíhacím závodě družstev, od roku 2015 v závodě s hromadným startem a od roku 2019 i v týmovém sprintu.

## Historie
Mistrovství světa v rychlobruslení ve víceboji žen se konají již od roku 1936, muži takto závodí již od roku 1893. Na zimních olympijských hrách jsou ale od počátku pořádány závody pouze na jednotlivých tratích, nikoliv ve víceboji. Ve druhé polovině 20. století se závodníci postupně začali specializovat, což vyústilo v rozhodnutí Mezinárodní bruslařské unie zorganizovat mistrovství světa i na jednotlivých tratích. To se koná od roku 1996 nezávisle na mistrovství světa ve víceboji.

## Medailistky

### 500 metrů
| Rok  | Místo                                                                 | Zlato                                                                 | Stříbro                                                               | Bronz                                                                 |
| ---- | --------------------------------------------------------------------- | --------------------------------------------------------------------- | --------------------------------------------------------------------- | --------------------------------------------------------------------- |
| 1996 | Hamar                                                                 | Světlana Žurovová                                                     | Kjóko Šimazakiová                                                     | Tomomi Okazakiová                                                     |
| 1997 | Varšava                                                               | Süe Žuej-chung                                                        | Sabine Völkerová                                                      | Franziska Schenková                                                   |
| 1998 | Calgary                                                               | Catriona LeMayová-Doanová                                             | Světlana Žurovová                                                     | Tomomi Okazakiová                                                     |
| 1999 | Heerenveen                                                            | Catriona LeMayová-Doanová                                             | Světlana Žurovová                                                     | Tomomi Okazakiová Marianne Timmerová                                  |
| 2000 | Nagano                                                                | Monique Garbrechtová                                                  | Světlana Žurovová                                                     | Catriona LeMayová-Doanová                                             |
| 2001 | Salt Lake City                                                        | Catriona LeMayová-Doanová                                             | Monique Garbrechtová-Enfeldtová                                       | Světlana Žurovová                                                     |
| 2002 | Mistrovství světa se nekonalo kvůli pořádání zimních olympijských her | Mistrovství světa se nekonalo kvůli pořádání zimních olympijských her | Mistrovství světa se nekonalo kvůli pořádání zimních olympijských her | Mistrovství světa se nekonalo kvůli pořádání zimních olympijských her |
| 2003 | Berlín                                                                | Monique Garbrechtová-Enfeldtová                                       | Wang Man-li                                                           | Anželika Kotjugová                                                    |
| 2004 | Soul                                                                  | Wang Man-li                                                           | Anželika Kotjugová                                                    | Žen Chuej                                                             |
| 2005 | Inzell                                                                | Wang Man-li                                                           | Wang Pej-sing                                                         | I Sang-hwa                                                            |
| 2006 | Mistrovství světa se nekonalo kvůli pořádání zimních olympijských her | Mistrovství světa se nekonalo kvůli pořádání zimních olympijských her | Mistrovství světa se nekonalo kvůli pořádání zimních olympijských her | Mistrovství světa se nekonalo kvůli pořádání zimních olympijských her |
| 2007 | Salt Lake City                                                        | Jenny Wolfová                                                         | Wang Pej-sing                                                         | Sajuri Ósugaová                                                       |
| 2008 | Nagano                                                                | Jenny Wolfová                                                         | Wang Pej-sing                                                         | Annette Gerritsenová                                                  |
| 2009 | Richmond                                                              | Jenny Wolfová                                                         | Wang Pej-sing                                                         | I Sang-hwa                                                            |
| 2010 | Mistrovství světa se nekonalo kvůli pořádání zimních olympijských her | Mistrovství světa se nekonalo kvůli pořádání zimních olympijských her | Mistrovství světa se nekonalo kvůli pořádání zimních olympijských her | Mistrovství světa se nekonalo kvůli pořádání zimních olympijských her |
| 2011 | Inzell                                                                | Jenny Wolfová                                                         | I Sang-hwa                                                            | Wang Pej-sing                                                         |
| 2012 | Heerenveen                                                            | I Sang-hwa                                                            | Jü Ťing                                                               | Thijsje Oenemaová                                                     |
| 2013 | Soči                                                                  | I Sang-hwa                                                            | Wang Pej-sing                                                         | Olga Fatkulinová                                                      |
| 2014 | Mistrovství světa se nekonalo kvůli pořádání zimních olympijských her | Mistrovství světa se nekonalo kvůli pořádání zimních olympijských her | Mistrovství světa se nekonalo kvůli pořádání zimních olympijských her | Mistrovství světa se nekonalo kvůli pořádání zimních olympijských her |
| 2015 | Heerenveen                                                            | Heather Richardsonová                                                 | Brittany Boweová                                                      | Nao Kodairaová                                                        |
| 2016 | Kolomna                                                               | I Sang-hwa                                                            | Brittany Boweová                                                      | Čang Chung                                                            |
| 2017 | Kangnung                                                              | Nao Kodairaová                                                        | I Sang-hwa                                                            | Jü Ťing                                                               |
| 2018 | Mistrovství světa se nekonalo kvůli pořádání zimních olympijských her | Mistrovství světa se nekonalo kvůli pořádání zimních olympijských her | Mistrovství světa se nekonalo kvůli pořádání zimních olympijských her | Mistrovství světa se nekonalo kvůli pořádání zimních olympijských her |
| 2019 | Inzell                                                                | Vanessa Herzogová                                                     | Nao Kodairaová                                                        | Konami Sogaová                                                        |
| 2020 | Salt Lake City                                                        | Nao Kodairaová                                                        | Angelina Golikovová                                                   | Olga Fatkulinová                                                      |
| 2021 | Heerenveen                                                            | Angelina Golikovová                                                   | Femke Koková                                                          | Olga Fatkulinová                                                      |
| 2022 | Mistrovství světa se nekonalo kvůli pořádání zimních olympijských her | Mistrovství světa se nekonalo kvůli pořádání zimních olympijských her | Mistrovství světa se nekonalo kvůli pořádání zimních olympijských her | Mistrovství světa se nekonalo kvůli pořádání zimních olympijských her |
| 2023 | Heerenveen                                                            | Femke Koková                                                          | Vanessa Herzogová                                                     | Jutta Leerdamová                                                      |
| 2024 | Calgary                                                               | Femke Koková                                                          | Kim Min-sun                                                           | Kimi Goetzová                                                         |
| 2025 | Hamar                                                                 | Femke Koková                                                          | Jutta Leerdamová                                                      | Kim Min-sun                                                           |

### 1000 metrů
| Rok  | Místo                                                                 | Zlato                                                                 | Stříbro                                                               | Bronz                                                                 |
| ---- | --------------------------------------------------------------------- | --------------------------------------------------------------------- | --------------------------------------------------------------------- | --------------------------------------------------------------------- |
| 1996 | Hamar                                                                 | Annamarie Thomasová                                                   | Chris Wittyová                                                        | Emese Hunyadyová                                                      |
| 1997 | Varšava                                                               | Marianne Timmerová                                                    | Sandra Zwolleová                                                      | Franziska Schenková                                                   |
| 1998 | Calgary                                                               | Chris Wittyová                                                        | Catriona LeMayová-Doanová                                             | Franziska Schenková                                                   |
| 1999 | Heerenveen                                                            | Marianne Timmerová                                                    | Monique Garbrechtová                                                  | Catriona LeMayová-Doanová                                             |
| 2000 | Nagano                                                                | Monique Garbrechtová                                                  | Marianne Timmerová                                                    | Chris Wittyová                                                        |
| 2001 | Salt Lake City                                                        | Monique Garbrechtová-Enfeldtová                                       | Sabine Völkerová                                                      | Catriona LeMayová-Doanová                                             |
| 2002 | Mistrovství světa se nekonalo kvůli pořádání zimních olympijských her | Mistrovství světa se nekonalo kvůli pořádání zimních olympijských her | Mistrovství světa se nekonalo kvůli pořádání zimních olympijských her | Mistrovství světa se nekonalo kvůli pořádání zimních olympijských her |
| 2003 | Berlín                                                                | Anni Friesingerová                                                    | Jennifer Rodriguezová                                                 | Cindy Klassenová                                                      |
| 2004 | Soul                                                                  | Anni Friesingerová                                                    | Marianne Timmerová                                                    | Cindy Klassenová                                                      |
| 2005 | Inzell                                                                | Barbara de Loorová                                                    | Anni Friesingerová                                                    | Marianne Timmerová                                                    |
| 2006 | Mistrovství světa se nekonalo kvůli pořádání zimních olympijských her | Mistrovství světa se nekonalo kvůli pořádání zimních olympijských her | Mistrovství světa se nekonalo kvůli pořádání zimních olympijských her | Mistrovství světa se nekonalo kvůli pořádání zimních olympijských her |
| 2007 | Salt Lake City                                                        | Ireen Wüstová                                                         | Anni Friesingerová                                                    | Christine Nesbittová                                                  |
| 2008 | Nagano                                                                | Anni Friesingerová                                                    | Kristina Grovesová                                                    | Annette Gerritsenová                                                  |
| 2009 | Richmond                                                              | Christine Nesbittová                                                  | Anni Friesingerová                                                    | Margot Boerová                                                        |
| 2010 | Mistrovství světa se nekonalo kvůli pořádání zimních olympijských her | Mistrovství světa se nekonalo kvůli pořádání zimních olympijských her | Mistrovství světa se nekonalo kvůli pořádání zimních olympijských her | Mistrovství světa se nekonalo kvůli pořádání zimních olympijských her |
| 2011 | Inzell                                                                | Christine Nesbittová                                                  | Ireen Wüstová                                                         | Heather Richardsonová                                                 |
| 2012 | Heerenveen                                                            | Christine Nesbittová                                                  | Jü Ťing                                                               | Margot Boerová                                                        |
| 2013 | Soči                                                                  | Olga Fatkulinová                                                      | Ireen Wüstová                                                         | Brittany Boweová                                                      |
| 2014 | Mistrovství světa se nekonalo kvůli pořádání zimních olympijských her | Mistrovství světa se nekonalo kvůli pořádání zimních olympijských her | Mistrovství světa se nekonalo kvůli pořádání zimních olympijských her | Mistrovství světa se nekonalo kvůli pořádání zimních olympijských her |
| 2015 | Heerenveen                                                            | Brittany Boweová                                                      | Heather Richardsonová                                                 | Karolína Erbanová                                                     |
| 2016 | Kolomna                                                               | Jorien ter Morsová                                                    | Heather Richardsonová-Bergsmaová                                      | Brittany Boweová                                                      |
| 2017 | Kangnung                                                              | Heather Bergsmaová                                                    | Nao Kodairaová                                                        | Jorien ter Morsová                                                    |
| 2018 | Mistrovství světa se nekonalo kvůli pořádání zimních olympijských her | Mistrovství světa se nekonalo kvůli pořádání zimních olympijských her | Mistrovství světa se nekonalo kvůli pořádání zimních olympijských her | Mistrovství světa se nekonalo kvůli pořádání zimních olympijských her |
| 2019 | Inzell                                                                | Brittany Boweová                                                      | Vanessa Herzogová                                                     | Nao Kodairaová                                                        |
| 2020 | Salt Lake City                                                        | Jutta Leerdamová                                                      | Olga Fatkulinová                                                      | Miho Takagiová                                                        |
| 2021 | Heerenveen                                                            | Brittany Boweová                                                      | Jutta Leerdamová                                                      | Jelizaveta Golubevová                                                 |
| 2022 | Mistrovství světa se nekonalo kvůli pořádání zimních olympijských her | Mistrovství světa se nekonalo kvůli pořádání zimních olympijských her | Mistrovství světa se nekonalo kvůli pořádání zimních olympijských her | Mistrovství světa se nekonalo kvůli pořádání zimních olympijských her |
| 2023 | Heerenveen                                                            | Jutta Leerdamová                                                      | Antoinette Rijpma-de Jong                                             | Miho Takagiová                                                        |
| 2024 | Calgary                                                               | Miho Takagiová                                                        | Han Mei                                                               | Jutta Leerdamová                                                      |
| 2025 | Hamar                                                                 | Miho Takagiová                                                        | Femke Koková                                                          | Jutta Leerdamová                                                      |

### 1500 metrů
| Rok  | Místo                                                                 | Zlato                                                                 | Stříbro                                                               | Bronz                                                                 |
| ---- | --------------------------------------------------------------------- | --------------------------------------------------------------------- | --------------------------------------------------------------------- | --------------------------------------------------------------------- |
| 1996 | Hamar                                                                 | Annamarie Thomasová                                                   | Claudia Pechsteinová                                                  | Sandra Zwolleová                                                      |
| 1997 | Varšava                                                               | Gunda Niemannová                                                      | Anni Friesingerová                                                    | Marianne Timmerová                                                    |
| 1998 | Calgary                                                               | Anni Friesingerová                                                    | Gunda Niemannová-Stirnemannová                                        | Claudia Pechsteinová                                                  |
| 1999 | Heerenveen                                                            | Emese Hunyadyová                                                      | Gunda Niemannová-Stirnemannová                                        | Tonny de Jongová                                                      |
| 2000 | Nagano                                                                | Claudia Pechsteinová                                                  | Anni Friesingerová                                                    | Emese Hunyadyová                                                      |
| 2001 | Salt Lake City                                                        | Anni Friesingerová                                                    | Maki Tabataová                                                        | Cindy Klassenová                                                      |
| 2002 | Mistrovství světa se nekonalo kvůli pořádání zimních olympijských her | Mistrovství světa se nekonalo kvůli pořádání zimních olympijských her | Mistrovství světa se nekonalo kvůli pořádání zimních olympijských her | Mistrovství světa se nekonalo kvůli pořádání zimních olympijských her |
| 2003 | Berlín                                                                | Anni Friesingerová                                                    | Maki Tabataová                                                        | Jennifer Rodriguezová                                                 |
| 2004 | Soul                                                                  | Anni Friesingerová                                                    | Cindy Klassenová                                                      | Jennifer Rodriguezová                                                 |
| 2005 | Inzell                                                                | Cindy Klassenová                                                      | Anni Friesingerová                                                    | Jennifer Rodriguezová                                                 |
| 2006 | Mistrovství světa se nekonalo kvůli pořádání zimních olympijských her | Mistrovství světa se nekonalo kvůli pořádání zimních olympijských her | Mistrovství světa se nekonalo kvůli pořádání zimních olympijských her | Mistrovství světa se nekonalo kvůli pořádání zimních olympijských her |
| 2007 | Salt Lake City                                                        | Ireen Wüstová                                                         | Cindy Klassenová                                                      | Kristina Grovesová                                                    |
| 2008 | Nagano                                                                | Anni Friesingerová                                                    | Paulien van Deutekomová                                               | Kristina Grovesová                                                    |
| 2009 | Richmond                                                              | Anni Friesingerová                                                    | Ireen Wüstová                                                         | Christine Nesbittová                                                  |
| 2010 | Mistrovství světa se nekonalo kvůli pořádání zimních olympijských her | Mistrovství světa se nekonalo kvůli pořádání zimních olympijských her | Mistrovství světa se nekonalo kvůli pořádání zimních olympijských her | Mistrovství světa se nekonalo kvůli pořádání zimních olympijských her |
| 2011 | Inzell                                                                | Ireen Wüstová                                                         | Diane Valkenburgová                                                   | Jorien Voorhuisová                                                    |
| 2012 | Heerenveen                                                            | Christine Nesbittová                                                  | Ireen Wüstová                                                         | Linda de Vriesová                                                     |
| 2013 | Soči                                                                  | Ireen Wüstová                                                         | Lotte van Beeková                                                     | Christine Nesbittová                                                  |
| 2014 | Mistrovství světa se nekonalo kvůli pořádání zimních olympijských her | Mistrovství světa se nekonalo kvůli pořádání zimních olympijských her | Mistrovství světa se nekonalo kvůli pořádání zimních olympijských her | Mistrovství světa se nekonalo kvůli pořádání zimních olympijských her |
| 2015 | Heerenveen                                                            | Brittany Boweová                                                      | Ireen Wüstová                                                         | Heather Richardsonová                                                 |
| 2016 | Kolomna                                                               | Jorien ter Morsová                                                    | Heather Richardsonová-Bergsmaová                                      | Brittany Boweová                                                      |
| 2017 | Kangnung                                                              | Heather Bergsmaová                                                    | Ireen Wüstová                                                         | Miho Takagiová                                                        |
| 2018 | Mistrovství světa se nekonalo kvůli pořádání zimních olympijských her | Mistrovství světa se nekonalo kvůli pořádání zimních olympijských her | Mistrovství světa se nekonalo kvůli pořádání zimních olympijských her | Mistrovství světa se nekonalo kvůli pořádání zimních olympijských her |
| 2019 | Inzell                                                                | Ireen Wüstová                                                         | Miho Takagiová                                                        | Brittany Boweová                                                      |
| 2020 | Salt Lake City                                                        | Ireen Wüstová                                                         | Jevgenija Lalenkovová                                                 | Jelizaveta Kazelinová                                                 |
| 2021 | Heerenveen                                                            | Ragne Wiklundová                                                      | Brittany Boweová                                                      | Jevgenija Lalenkovová                                                 |
| 2022 | Mistrovství světa se nekonalo kvůli pořádání zimních olympijských her | Mistrovství světa se nekonalo kvůli pořádání zimních olympijských her | Mistrovství světa se nekonalo kvůli pořádání zimních olympijských her | Mistrovství světa se nekonalo kvůli pořádání zimních olympijských her |
| 2023 | Heerenveen                                                            | Antoinette Rijpma-de Jong                                             | Ragne Wiklundová                                                      | Miho Takagiová                                                        |
| 2024 | Calgary                                                               | Miho Takagiová                                                        | Han Mei                                                               | Joy Beuneová                                                          |
| 2025 | Hamar                                                                 | Joy Beuneová                                                          | Antoinette Rijpma-de Jong                                             | Han Mei                                                               |

### 3000 metrů
| Rok  | Místo                                                                 | Zlato                                                                 | Stříbro                                                               | Bronz                                                                 |
| ---- | --------------------------------------------------------------------- | --------------------------------------------------------------------- | --------------------------------------------------------------------- | --------------------------------------------------------------------- |
| 1996 | Hamar                                                                 | Gunda Niemannová                                                      | Claudia Pechsteinová                                                  | Ljudmila Prokaševová                                                  |
| 1997 | Varšava                                                               | Gunda Niemannová                                                      | Anni Friesingerová                                                    | Carla Zijlstraová                                                     |
| 1998 | Calgary                                                               | Gunda Niemannová-Stirnemannová                                        | Claudia Pechsteinová                                                  | Anni Friesingerová                                                    |
| 1999 | Heerenveen                                                            | Gunda Niemannová-Stirnemannová                                        | Tonny de Jongová Claudia Pechsteinová                                 | —                                                                     |
| 2000 | Nagano                                                                | Claudia Pechsteinová                                                  | Gunda Niemannová-Stirnemannová                                        | Maki Tabataová                                                        |
| 2001 | Salt Lake City                                                        | Gunda Niemannová-Stirnemannová                                        | Anni Friesingerová                                                    | Claudia Pechsteinová                                                  |
| 2002 | Mistrovství světa se nekonalo kvůli pořádání zimních olympijských her | Mistrovství světa se nekonalo kvůli pořádání zimních olympijských her | Mistrovství světa se nekonalo kvůli pořádání zimních olympijských her | Mistrovství světa se nekonalo kvůli pořádání zimních olympijských her |
| 2003 | Berlín                                                                | Anni Friesingerová                                                    | Claudia Pechsteinová                                                  | Gretha Smitová                                                        |
| 2004 | Soul                                                                  | Claudia Pechsteinová                                                  | Anni Friesingerová Gretha Smitová                                     | —                                                                     |
| 2005 | Inzell                                                                | Cindy Klassenová                                                      | Claudia Pechsteinová                                                  | Kristina Grovesová                                                    |
| 2006 | Mistrovství světa se nekonalo kvůli pořádání zimních olympijských her | Mistrovství světa se nekonalo kvůli pořádání zimních olympijských her | Mistrovství světa se nekonalo kvůli pořádání zimních olympijských her | Mistrovství světa se nekonalo kvůli pořádání zimních olympijských her |
| 2007 | Salt Lake City                                                        | Martina Sáblíková                                                     | Renate Groenewoldová                                                  | Cindy Klassenová                                                      |
| 2008 | Nagano                                                                | Kristina Grovesová                                                    | Paulien van Deutekomová                                               | Daniela Anschützová-Thomsová                                          |
| 2009 | Richmond                                                              | Renate Groenewoldová                                                  | Martina Sáblíková                                                     | Kristina Grovesová                                                    |
| 2010 | Mistrovství světa se nekonalo kvůli pořádání zimních olympijských her | Mistrovství světa se nekonalo kvůli pořádání zimních olympijských her | Mistrovství světa se nekonalo kvůli pořádání zimních olympijských her | Mistrovství světa se nekonalo kvůli pořádání zimních olympijských her |
| 2011 | Inzell                                                                | Ireen Wüstová                                                         | Martina Sáblíková                                                     | Stephanie Beckertová                                                  |
| 2012 | Heerenveen                                                            | Martina Sáblíková                                                     | Stephanie Beckertová                                                  | Ireen Wüstová                                                         |
| 2013 | Soči                                                                  | Ireen Wüstová                                                         | Martina Sáblíková                                                     | Claudia Pechsteinová                                                  |
| 2014 | Mistrovství světa se nekonalo kvůli pořádání zimních olympijských her | Mistrovství světa se nekonalo kvůli pořádání zimních olympijských her | Mistrovství světa se nekonalo kvůli pořádání zimních olympijských her | Mistrovství světa se nekonalo kvůli pořádání zimních olympijských her |
| 2015 | Heerenveen                                                            | Martina Sáblíková                                                     | Ireen Wüstová                                                         | Marije Jolingová                                                      |
| 2016 | Kolomna                                                               | Martina Sáblíková                                                     | Ireen Wüstová                                                         | Antoinette de Jongová                                                 |
| 2017 | Kangnung                                                              | Ireen Wüstová                                                         | Martina Sáblíková                                                     | Antoinette de Jongová                                                 |
| 2018 | Mistrovství světa se nekonalo kvůli pořádání zimních olympijských her | Mistrovství světa se nekonalo kvůli pořádání zimních olympijských her | Mistrovství světa se nekonalo kvůli pořádání zimních olympijských her | Mistrovství světa se nekonalo kvůli pořádání zimních olympijských her |
| 2019 | Inzell                                                                | Martina Sáblíková                                                     | Antoinette de Jongová                                                 | Natalja Voroninová                                                    |
| 2020 | Salt Lake City                                                        | Martina Sáblíková                                                     | Carlijn Achtereekteová                                                | Natalja Voroninová                                                    |
| 2021 | Heerenveen                                                            | Antoinette de Jongová                                                 | Martina Sáblíková                                                     | Irene Schoutenová                                                     |
| 2022 | Mistrovství světa se nekonalo kvůli pořádání zimních olympijských her | Mistrovství světa se nekonalo kvůli pořádání zimních olympijských her | Mistrovství světa se nekonalo kvůli pořádání zimních olympijských her | Mistrovství světa se nekonalo kvůli pořádání zimních olympijských her |
| 2023 | Heerenveen                                                            | Ragne Wiklundová                                                      | Irene Schoutenová                                                     | Martina Sáblíková                                                     |
| 2024 | Calgary                                                               | Irene Schoutenová                                                     | Isabelle Weidemannová                                                 | Martina Sáblíková                                                     |
| 2025 | Hamar                                                                 | Joy Beuneová                                                          | Martina Sáblíková                                                     | Merel Conijnová                                                       |

### 5000 metrů
| Rok  | Místo                                                                 | Zlato                                                                 | Stříbro                                                               | Bronz                                                                 |
| ---- | --------------------------------------------------------------------- | --------------------------------------------------------------------- | --------------------------------------------------------------------- | --------------------------------------------------------------------- |
| 1996 | Hamar                                                                 | Claudia Pechsteinová                                                  | Carla Zijlstraová                                                     | Elena Belciová-Dal Farraová                                           |
| 1997 | Varšava                                                               | Gunda Niemannová                                                      | Carla Zijlstraová                                                     | Claudia Pechsteinová                                                  |
| 1998 | Calgary                                                               | Gunda Niemannová-Stirnemannová                                        | Claudia Pechsteinová                                                  | Carla Zijlstraová                                                     |
| 1999 | Heerenveen                                                            | Gunda Niemannová-Stirnemannová                                        | Claudia Pechsteinová                                                  | Tonny de Jongová                                                      |
| 2000 | Nagano                                                                | Gunda Niemannová-Stirnemannová                                        | Claudia Pechsteinová                                                  | Tonny de Jongová                                                      |
| 2001 | Salt Lake City                                                        | Gunda Niemannová-Stirnemannová                                        | Claudia Pechsteinová                                                  | Maki Tabataová                                                        |
| 2002 | Mistrovství světa se nekonalo kvůli pořádání zimních olympijských her | Mistrovství světa se nekonalo kvůli pořádání zimních olympijských her | Mistrovství světa se nekonalo kvůli pořádání zimních olympijských her | Mistrovství světa se nekonalo kvůli pořádání zimních olympijských her |
| 2003 | Berlín                                                                | Claudia Pechsteinová                                                  | Clara Hughesová                                                       | Gretha Smitová                                                        |
| 2004 | Soul                                                                  | Clara Hughesová                                                       | Gretha Smitová                                                        | Claudia Pechsteinová                                                  |
| 2005 | Inzell                                                                | Anni Friesingerová                                                    | Claudia Pechsteinová                                                  | Clara Hughesová                                                       |
| 2006 | Mistrovství světa se nekonalo kvůli pořádání zimních olympijských her | Mistrovství světa se nekonalo kvůli pořádání zimních olympijských her | Mistrovství světa se nekonalo kvůli pořádání zimních olympijských her | Mistrovství světa se nekonalo kvůli pořádání zimních olympijských her |
| 2007 | Salt Lake City                                                        | Martina Sáblíková                                                     | Claudia Pechsteinová                                                  | Kristina Grovesová                                                    |
| 2008 | Nagano                                                                | Martina Sáblíková                                                     | Clara Hughesová                                                       | Kristina Grovesová                                                    |
| 2009 | Richmond                                                              | Martina Sáblíková                                                     | Clara Hughesová                                                       | Kristina Grovesová                                                    |
| 2010 | Mistrovství světa se nekonalo kvůli pořádání zimních olympijských her | Mistrovství světa se nekonalo kvůli pořádání zimních olympijských her | Mistrovství světa se nekonalo kvůli pořádání zimních olympijských her | Mistrovství světa se nekonalo kvůli pořádání zimních olympijských her |
| 2011 | Inzell                                                                | Martina Sáblíková                                                     | Stephanie Beckertová                                                  | Claudia Pechsteinová                                                  |
| 2012 | Heerenveen                                                            | Martina Sáblíková                                                     | Stephanie Beckertová                                                  | Claudia Pechsteinová                                                  |
| 2013 | Soči                                                                  | Martina Sáblíková                                                     | Ireen Wüstová                                                         | Claudia Pechsteinová                                                  |
| 2014 | Mistrovství světa se nekonalo kvůli pořádání zimních olympijských her | Mistrovství světa se nekonalo kvůli pořádání zimních olympijských her | Mistrovství světa se nekonalo kvůli pořádání zimních olympijských her | Mistrovství světa se nekonalo kvůli pořádání zimních olympijských her |
| 2015 | Heerenveen                                                            | Martina Sáblíková                                                     | Carlijn Achtereekteová                                                | Claudia Pechsteinová                                                  |
| 2016 | Kolomna                                                               | Martina Sáblíková                                                     | Carien Kleibeukerová                                                  | Irene Schoutenová                                                     |
| 2017 | Kangnung                                                              | Martina Sáblíková                                                     | Claudia Pechsteinová                                                  | Ivanie Blondinová                                                     |
| 2018 | Mistrovství světa se nekonalo kvůli pořádání zimních olympijských her | Mistrovství světa se nekonalo kvůli pořádání zimních olympijských her | Mistrovství světa se nekonalo kvůli pořádání zimních olympijských her | Mistrovství světa se nekonalo kvůli pořádání zimních olympijských her |
| 2019 | Inzell                                                                | Martina Sáblíková                                                     | Esmee Visserová                                                       | Natalja Voroninová                                                    |
| 2020 | Salt Lake City                                                        | Natalja Voroninová                                                    | Martina Sáblíková                                                     | Esmee Visserová                                                       |
| 2021 | Heerenveen                                                            | Irene Schoutenová                                                     | Natalja Voroninová                                                    | Carlijn Achtereekteová                                                |
| 2022 | Mistrovství světa se nekonalo kvůli pořádání zimních olympijských her | Mistrovství světa se nekonalo kvůli pořádání zimních olympijských her | Mistrovství světa se nekonalo kvůli pořádání zimních olympijských her | Mistrovství světa se nekonalo kvůli pořádání zimních olympijských her |
| 2023 | Heerenveen                                                            | Irene Schoutenová                                                     | Ragne Wiklundová                                                      | Martina Sáblíková                                                     |
| 2024 | Calgary                                                               | Joy Beuneová                                                          | Irene Schoutenová                                                     | Martina Sáblíková                                                     |
| 2025 | Hamar                                                                 | Francesca Lollobrigidová                                              | Ragne Wiklundová                                                      | Merel Conijnová                                                       |

### Závod s hromadným startem
| Rok  | Místo                                                                 | Zlato                                                                 | Stříbro                                                               | Bronz                                                                 |
| ---- | --------------------------------------------------------------------- | --------------------------------------------------------------------- | --------------------------------------------------------------------- | --------------------------------------------------------------------- |
| 2015 | Heerenveen                                                            | Irene Schoutenová                                                     | Ivanie Blondinová                                                     | Mariska Huismanová                                                    |
| 2016 | Kolomna                                                               | Ivanie Blondinová                                                     | Kim Po-rum                                                            | Miho Takagiová                                                        |
| 2017 | Kangnung                                                              | Kim Po-rum                                                            | Nana Takagiová                                                        | Heather Bergsmaová                                                    |
| 2018 | Mistrovství světa se nekonalo kvůli pořádání zimních olympijských her | Mistrovství světa se nekonalo kvůli pořádání zimních olympijských her | Mistrovství světa se nekonalo kvůli pořádání zimních olympijských her | Mistrovství světa se nekonalo kvůli pořádání zimních olympijských her |
| 2019 | Inzell                                                                | Irene Schoutenová                                                     | Ivanie Blondinová                                                     | Jelizaveta Kazelinová                                                 |
| 2020 | Salt Lake City                                                        | Ivanie Blondinová                                                     | Kim Po-rum                                                            | Irene Schoutenová                                                     |
| 2021 | Heerenveen                                                            | Marijke Groenewoudová                                                 | Ivanie Blondinová                                                     | Irene Schoutenová                                                     |
| 2022 | Mistrovství světa se nekonalo kvůli pořádání zimních olympijských her | Mistrovství světa se nekonalo kvůli pořádání zimních olympijských her | Mistrovství světa se nekonalo kvůli pořádání zimních olympijských her | Mistrovství světa se nekonalo kvůli pořádání zimních olympijských her |
| 2023 | Heerenveen                                                            | Marijke Groenewoudová                                                 | Ivanie Blondinová                                                     | Irene Schoutenová                                                     |
| 2024 | Calgary                                                               | Irene Schoutenová                                                     | Ivanie Blondinová                                                     | Marijke Groenewoudová                                                 |
| 2025 | Hamar                                                                 | Marijke Groenewoudová                                                 | Ivanie Blondinová                                                     | Francesca Lollobrigidová                                              |

### Týmový sprint
| Rok  | Místo                                             | Zlato                                                             | Stříbro                                                             | Bronz                                                                 |
| ---- | ------------------------------------------------- | ----------------------------------------------------------------- | ------------------------------------------------------------------- | --------------------------------------------------------------------- |
| 2019 | Inzell                                            | Nizozemsko Janine Smitová, Letitia de Jongová, Jutta Leerdamová   | Kanada Kaylin Irvineová, Kali Christová, Heather McLeanová          | Rusko Olga Fatkulinová, Angelina Golikovová, Darja Kačanovová         |
| 2020 | Salt Lake City                                    | Nizozemsko Femke Koková, Jutta Leerdamová, Letitia de Jongová     | Rusko Olga Fatkulinová, Angelina Golikovová, Darja Kačanovová       | Polsko Andżelika Wójciková, Kaja Ziomeková, Natalia Czerwonková       |
| 2021 | Nebylo zahrnuto do programu                       | Nebylo zahrnuto do programu                                       | Nebylo zahrnuto do programu                                         | Nebylo zahrnuto do programu                                           |
| 2022 | Konalo se během mistrovství světa ve sprintu 2022 | Konalo se během mistrovství světa ve sprintu 2022                 | Konalo se během mistrovství světa ve sprintu 2022                   | Konalo se během mistrovství světa ve sprintu 2022                     |
| 2022 | Hamar                                             | Nizozemsko Dione Voskampová, Jutta Leerdamová, Femke Koková       | Polsko Andżelika Wójciková, Kaja Ziomeková, Karolina Bosieková      | Norsko Julie Nistad Samsonsenová, Martine Ripsrudová, Marte Furnéeová |
| 2023 | Heerenveen                                        | Kanada Brooklyn McDougallová Carolina Hillerová Ivanie Blondinová | USA McKenzie Browneová Erin Jacksonová Kimi Goetzová                | Čína Bjørn Magnussen Zhang Lina Jin Jingzhu Li Qishi                  |
| 2024 | Calgary                                           | Kanada Carolina Hillerová Maddison Pearmanová Ivanie Blondinová   | USA Sarah Warrenová Erin Jacksonová Brittany Boweová                | Polsko Andżelika Wójciková Iga Wojtasiková Karolina Bosieková         |
| 2025 | Hamar                                             | Nizozemsko Jutta Leerdamová Suzanne Schultingová Angel Dalemanová | Kanada Brooklyn McDougallová Béatrice Lamarcheová Ivanie Blondinová | Polsko Andżelika Wójciková Kaja Ziomeková Karolina Bosieková          |

### Stíhací závod družstev
| Rok  | Místo                                                                 | Zlato                                                                      | Stříbro                                                                     | Bronz                                                                                  |
| ---- | --------------------------------------------------------------------- | -------------------------------------------------------------------------- | --------------------------------------------------------------------------- | -------------------------------------------------------------------------------------- |
| 2005 | Inzell                                                                | Německo Daniela Anschützová-Thomsová, Anni Friesingerová, Sabine Völkerová | Kanada Kristina Grovesová, Clara Hughesová, Cindy Klassenová                | Japonsko Eriko Išinová, Nami Nemotová, Maki Tabataová                                  |
| 2006 | Mistrovství světa se nekonalo kvůli pořádání zimních olympijských her | Mistrovství světa se nekonalo kvůli pořádání zimních olympijských her      | Mistrovství světa se nekonalo kvůli pořádání zimních olympijských her       | Mistrovství světa se nekonalo kvůli pořádání zimních olympijských her                  |
| 2007 | Salt Lake City                                                        | Kanada Kristina Grovesová, Christine Nesbittová, Shannon Rempelová         | Nizozemsko Ireen Wüstová, Renate Groenewoldová, Paulien van Deutekomová     | Německo Claudia Pechsteinová, Daniela Anschützová-Thomsová, Lucille Opitzová           |
| 2008 | Nagano                                                                | Nizozemsko Ireen Wüstová, Renate Groenewoldová, Paulien van Deutekomová    | Kanada Kristina Grovesová, Christine Nesbittová, Brittany Schusslerová      | Německo Claudia Pechsteinová, Daniela Anschützová-Thomsová, Lucille Opitzová           |
| 2009 | Richmond                                                              | Kanada Kristina Grovesová, Christine Nesbittová, Brittany Schusslerová     | Nizozemsko Jorien Voorhuisová, Renate Groenewoldová, Ireen Wüstová          | Japonsko Maki Tabataová, Masako Hozumiová, Hiromi Ócuová                               |
| 2010 | Mistrovství světa se nekonalo kvůli pořádání zimních olympijských her | Mistrovství světa se nekonalo kvůli pořádání zimních olympijských her      | Mistrovství světa se nekonalo kvůli pořádání zimních olympijských her       | Mistrovství světa se nekonalo kvůli pořádání zimních olympijských her                  |
| 2011 | Inzell                                                                | Kanada Christine Nesbittová, Brittany Schusslerová, Cindy Klassenová       | Nizozemsko Ireen Wüstová, Diane Valkenburgová, Marrit Leenstraová           | Německo Stephanie Beckertová, Isabell Ostová, Claudia Pechsteinová                     |
| 2012 | Heerenveen                                                            | Nizozemsko Ireen Wüstová, Diane Valkenburgová, Linda de Vriesová           | Kanada Brittany Schusslerová, Christine Nesbittová, Cindy Klassenová        | Polsko Natalia Czerwonková, Katarzyna Woźniaková, Luiza Złotkowská                     |
| 2013 | Soči                                                                  | Nizozemsko Marrit Leenstraová, Diane Valkenburgová, Ireen Wüstová          | Polsko Katarzyna Bachledová-Curuśová, Natalia Czerwonková, Luiza Złotkowská | Jižní Korea Kim Po-rum, No Son-jong, Pak To-jong                                       |
| 2014 | Mistrovství světa se nekonalo kvůli pořádání zimních olympijských her | Mistrovství světa se nekonalo kvůli pořádání zimních olympijských her      | Mistrovství světa se nekonalo kvůli pořádání zimních olympijských her       | Mistrovství světa se nekonalo kvůli pořádání zimních olympijských her                  |
| 2015 | Heerenveen                                                            | Japonsko Ajaka Kikučiová, Miho Takagiová, Nana Takagiová                   | Nizozemsko Marije Jolingová, Marrit Leenstraová, Ireen Wüstová              | Rusko Olga Grafová, Julija Skokovová, Natalja Voroninová                               |
| 2016 | Kolomna                                                               | Nizozemsko Antoinette de Jongová, Marrit Leenstraová, Ireen Wüstová        | Japonsko Misaki Ošigiriová, Miho Takagiová, Nana Takagiová                  | Rusko Olga Grafová, Jelizaveta Kazelinová, Natalja Voroninová                          |
| 2017 | Kangnung                                                              | Nizozemsko Ireen Wüstová, Marrit Leenstraová, Antoinette de Jongová        | Japonsko Miho Takagiová, Misaki Ošigiriová, Nana Takagiová                  | Rusko Olga Grafová, Natalja Voroninová, Jekatěrina Šichovová                           |
| 2018 | Mistrovství světa se nekonalo kvůli pořádání zimních olympijských her | Mistrovství světa se nekonalo kvůli pořádání zimních olympijských her      | Mistrovství světa se nekonalo kvůli pořádání zimních olympijských her       | Mistrovství světa se nekonalo kvůli pořádání zimních olympijských her                  |
| 2019 | Inzell                                                                | Japonsko Miho Takagiová, Nana Takagiová, Ajano Satóová                     | Nizozemsko Ireen Wüstová, Antoinette de Jongová, Joy Beuneová               | Rusko Natalja Voroninová, Jelizaveta Kazelinová, Jevgenija Lalenkovová                 |
| 2020 | Salt Lake City                                                        | Japonsko Nana Takagiová, Ajano Satóová, Miho Takagiová                     | Nizozemsko Antoinette de Jongová, Ireen Wüstová, Melissa Wijfjeová          | Kanada Ivanie Blondinová, Valérie Maltaisová, Isabelle Weidemannová                    |
| 2021 | Heerenveen                                                            | Nizozemsko Ireen Wüstová, Irene Schoutenová, Antoinette de Jongová         | Kanada Ivanie Blondinová, Isabelle Weidemannová, Valérie Maltaisová         | Ruská bruslařská unie Jelizaveta Golubevová, Jevgenija Lalenkovová, Natalja Voroninová |
| 2022 | Mistrovství světa se nekonalo kvůli pořádání zimních olympijských her | Mistrovství světa se nekonalo kvůli pořádání zimních olympijských her      | Mistrovství světa se nekonalo kvůli pořádání zimních olympijských her       | Mistrovství světa se nekonalo kvůli pořádání zimních olympijských her                  |
| 2023 | Heerenveen                                                            | Kanada Ivanie Blondinová, Valérie Maltaisová, Isabelle Weidemannová        | Japonsko Momoka Horikawa, Sumire Kikuchi, Ajano Satóová                     | Spojené státy americké Giorgia Birkeland, Brittany Boweová, Mia Kilburgová             |
| 2024 | Calgary                                                               | Nizozemsko Joy Beuneová Marijke Groenewoudová Irene Schoutenová            | Kanada Ivanie Blondinová Valérie Maltaisová Isabelle Weidemannová           | Japonsko Momoka Horikawa Ajano Satóová Miho Takagiová                                  |
| 2025 | Hamar                                                                 | Nizozemsko Joy Beuneová Marijke Groenewoudová Antoinette Rijpma-de Jong    | Japonsko Momoka Horikawa Ajano Satóová Miho Takagiová                       | Kanada Ivanie Blondinová Valérie Maltaisová Isabelle Weidemannová                      |

## Medailové pořadí závodnic
Aktualizováno po MS 2022, od roku 2022 včetně závodů v týmovém sprintu na MS ve sprintu.
V tabulce jsou zařazeny pouze závodnice, které získaly nejméně tři zlaté medaile.
| Pořadí | Jméno                           | Zlato | Stříbro | Bronz | Celkem |
| ------ | ------------------------------- | ----- | ------- | ----- | ------ |
| 1.     | Martina Sáblíková               | 16    | 6       | 0     | 22     |
| 2.     | Ireen Wüstová                   | 15    | 15      | 1     | 31     |
| 3.     | Anni Friesingerová              | 12    | 9       | 1     | 22     |
| 4.     | Gunda Niemannová-Stirnemannová  | 11    | 3       | 0     | 14     |
| 5.     | Christine Nesbittová            | 7     | 2       | 3     | 12     |
| 6.     | Claudia Pechsteinová            | 5     | 13      | 12    | 30     |
| 7.     | Brittany Boweová                | 4     | 3       | 4     | 11     |
| 8.     | Antoinette de Jongová           | 4     | 3       | 2     | 9      |
| 9.     | Monique Garbrechtová-Enfeldtová | 4     | 2       | 0     | 6      |
| 10.    | Jutta Leerdamová                | 4     | 1       | 0     | 5      |
| 11.    | Irene Schoutenová               | 4     | 0       | 4     | 8      |
| 12.    | Jenny Wolfová                   | 4     | 0       | 0     | 4      |
| 13.    | Cindy Klassenová                | 3     | 4       | 4     | 11     |
| 14.    | Kristina Grovesová              | 3     | 3       | 7     | 13     |
| 15.    | Heather Bergsmaová              | 3     | 3       | 3     | 9      |
| 15.    | Miho Takagiová                  | 3     | 3       | 3     | 9      |
| 17.    | Nana Takagiová                  | 3     | 3       | 0     | 6      |
| 18.    | I Sang-hwa                      | 3     | 2       | 2     | 7      |
| 19.    | Marrit Leenstraová              | 3     | 2       | 0     | 5      |
| 20.    | Catriona LeMayová-Doanová       | 3     | 1       | 3     | 7      |

## Medailové pořadí zemí
Aktualizováno po MS 2022, od roku 2022 včetně závodů v týmovém sprintu na MS ve sprintu.
| Pořadí | Země                  | Zlato | Stříbro | Bronz | Celkem |
| ------ | --------------------- | ----- | ------- | ----- | ------ |
| 1.     | Německo               | 37    | 32      | 19    | 88     |
| 2.     | Nizozemsko            | 31    | 35      | 29    | 95     |
| 3.     | Kanada                | 16    | 15      | 20    | 51     |
| 4.     | Česko                 | 16    | 6       | 1     | 23     |
| 5.     | USA                   | 8     | 8       | 11    | 27     |
| 6.     | Japonsko              | 5     | 9       | 14    | 28     |
| 7.     | Jižní Korea           | 4     | 4       | 3     | 11     |
| 8.     | Čína                  | 3     | 8       | 4     | 15     |
| 9.     | Rusko                 | 3     | 7       | 13    | 23     |
| 10.    | Rakousko              | 2     | 1       | 2     | 5      |
| 11.    | Ruská bruslařská unie | 1     | 1       | 4     | 6      |
| 12.    | Norsko                | 1     | 0       | 1     | 2      |
| 13.    | Polsko                | 0     | 2       | 2     | 4      |
| 14.    | Bělorusko             | 0     | 1       | 1     | 2      |
| 15.    | Itálie                | 0     | 0       | 1     | 1      |
| 15.    | Kazachstán            | 0     | 0       | 1     | 1      |